# Rineloricaria cacerensis
Rineloricaria cacerensis es una especie de peces de la familia Loricariidae en el orden de los Siluriformes.

## Distribución geográfica
Se encuentra en la cuenca del río Paraguay.